# Fieseler F 2 Tiger

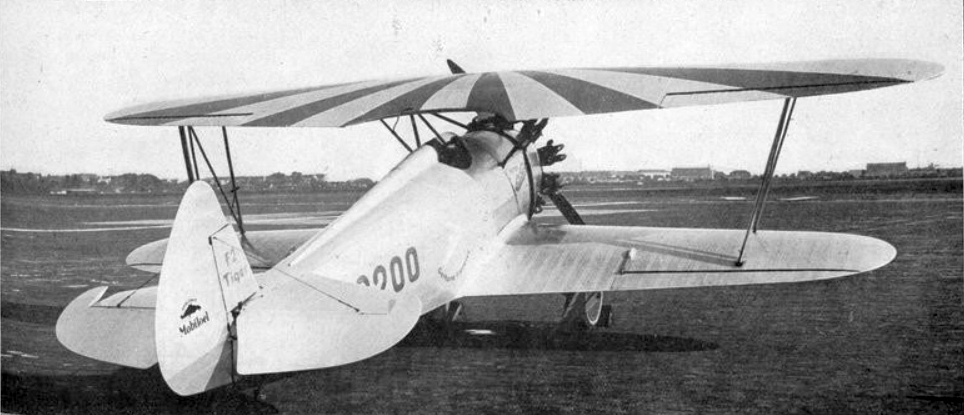
Fieseler F-2 Tiger, 1933

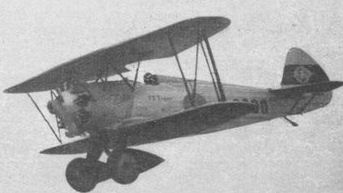
Fieseler F2 Tiger im November 1933 im L’Aérophile

Die Fieseler F2 „Tiger“ war das erste Motorflugzeug, das beim Fieseler Flugzeugbau Kassel konstruiert, gebaut und eingeflogen wurde. Der einmotorige Doppeldecker wurde ausschließlich für den Kunstflug unter Wettbewerbsbedingungen konzipiert. Nach der Zulassung im Jahre 1932 erhielt sie das Kennzeichen D-2200. Sie blieb ein Unikat.

## Geschichte
Gerhard Fieseler bestritt seinen Lebensunterhalt Ende der 1920er-, Anfang der 1930er-Jahre als Kunstflieger. Er war einer der bestbezahlten Kunstflugpiloten der Welt. Mit den Einnahmen konnte er seine Flugzeugbaufirma finanzieren. Um konkurrenzfähig zu bleiben, musste Fieseler eine neue Maschine mit noch besseren Leistungen als die der F1 Tigerschwalbe haben. Da andere Flugzeugbaufirmen für ihn keine Einzelanfertigung machen wollten, war er gezwungen, es im eigenen Unternehmen zu versuchen. Fieseler sah im Bau von Segelflugzeugen ohnehin keine Zukunft mehr für sein Unternehmen. So begann 1931 mit diesem Projekt der Einstieg in den Motorflugzeugbau. Fieselers Angaben, die er aus seinen Erfahrungen mit der F 1 „Tigerschwalbe“ gewonnen hatte, setzte sein Konstrukteur Arnold um. Er hatte in der Firma bereits erfolgreich Segelflugzeuge entworfen; die Statik wurde vom Dipl.-Ing. Schüttkowski erstellt. So entstand die F 2 „Tiger“. Fieseler hatte für das Flugzeug den Namen Tiger gewählt, als Erinnerung an seinen Spitznamen, den er in der Zeit des Ersten Weltkrieges an der Balkanfront erhielt. Er sprach auch immer von die oder meine Tiger.

## Konstruktion

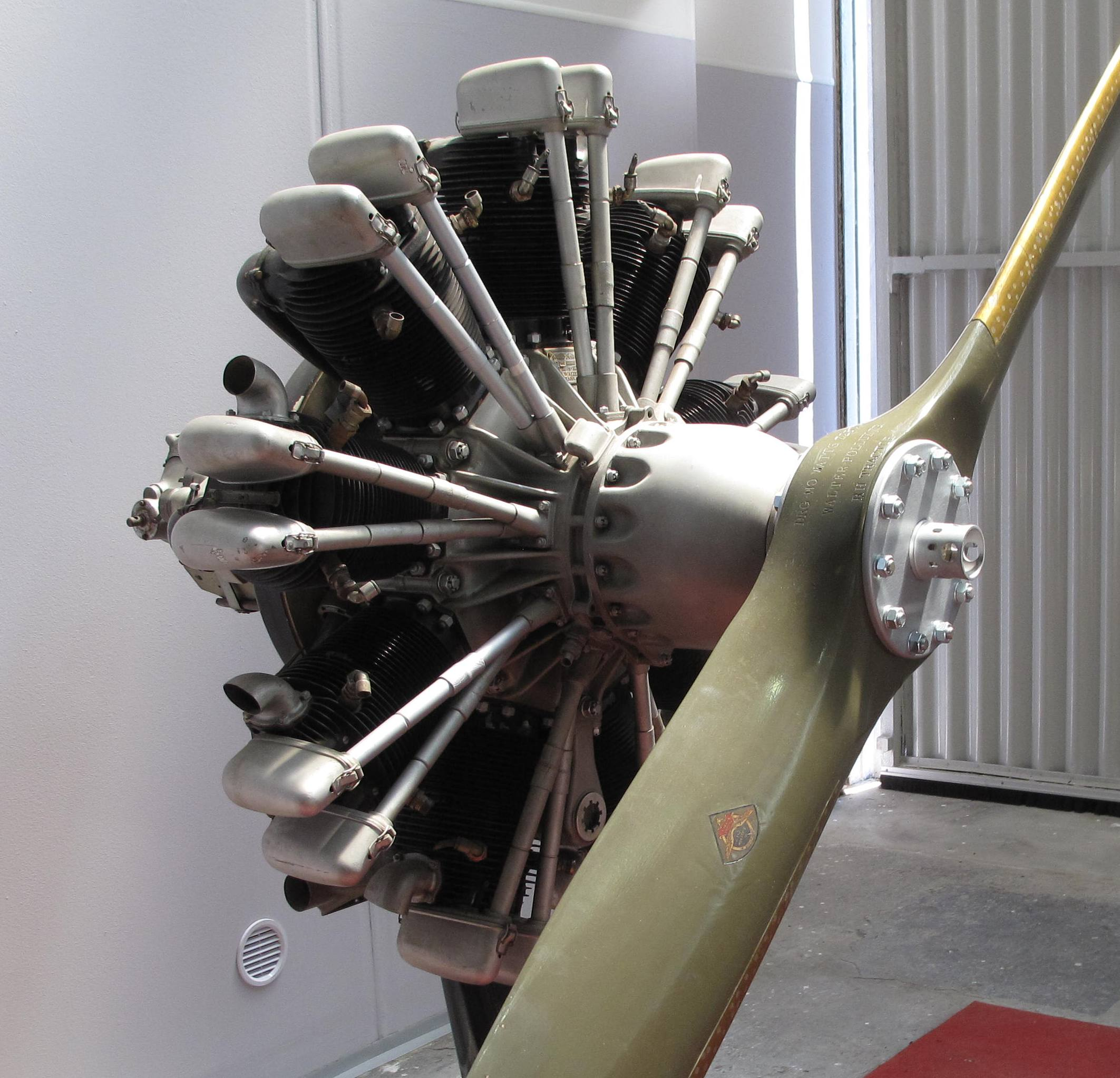
Walter-Pollux-Motor (Version II R im Luftfahrtmuseum Kbely)

Das Herzstück der Maschine bildete der eingebaute Walter-Pollux-I-Motor. Er war das neueste Erzeugnis der Motorenfabrik Walter & Co. in Prag und wurde aus dem bereits in der F1 „Tigerschwalbe“ bewährten Walter Castor entwickelt. Der Pollux I leistete in dem für den Kunstflug wichtigen Höhenbereich bis 1000 m rund 295 kW (400 PS). Damit stand dem Piloten eine große Kraftreserve zur Verfügung.
Das Flugzeug wurde in Gemischtbauweise ausgeführt. Es war ein freitragender Doppeldecker, dessen durchgehende Tragflächen durch N-Stiele verdrehsteif miteinander verbunden waren. Eine Besonderheit war die Wahl eines symmetrischen Tragflächenprofils. Dadurch wurden die Flugeigenschaften der Maschine in der Normal- wie in der Rückenlage annähernd gleich.
Bei der Holzkonstruktion der Tragflächen waren ein Vorder- und ein Hinterholm in Kastenbauweise ausgeführt und sehr reichlich bemessen. Außerdem wurden zur besseren Formgebung die Rippen im Bereich der Stoffbespannung sehr eng gesetzt. Das alles wirkte sich natürlich im Gewicht negativ aus.
Der Rumpf mit Leitwerk wurde als Stahlrohrkonstruktion gebaut. Der etwa 330 kg schwere „Pollux“-Motor wurde von einem kurzen, abnehmbaren Stahlrohrbock getragen. Um die Wendigkeit der Maschine auch bei niedrigen Geschwindigkeiten und die Ruderwirksamkeit über den gesamten Geschwindigkeitsbereich sicherzustellen, wurde versucht, alle 'Massen' in Richtung Schwerpunkt zu bringen. Die Anordnung von Motor, Tanks und Führersitz erfüllten dieses Ziel.
Um günstige Strömungsverhältnisse am Rumpf und vor dem Leitwerk zu erhalten, wurden Längsstreben aus Duralrohr eingesetzt. Damit wurde ein annähernd runder Rumpfquerschnitt erreicht.
Das Leitwerk wies ein besonderes Merkmal auf. Höhen- und Seitenruder besaßen jeweils ein eigenes Profil, wodurch die Wirksamkeit der Ruder wesentlich erhöht wurde. Die Umrissform des Seitenruders war aus Erfahrungen im Kunstflug entstanden. Rumpf und Leitwerk erhielten eine Leinenbespannung.
Auch das Fahrwerk wurde aerodynamisch gut angepasst. Die Laufachse war geteilt; die Hauptschenkel und alle Verstrebungen waren tropfenförmig verkleidet. Auch die Räder erhielten an der Rückseite einen Tropfenkörper, was der Maschine ein unverwechselbares Aussehen gab. Ebenso wurden alle Verstrebungen der Maschine aerodynamisch angepasst.

## Flugeigenschaften

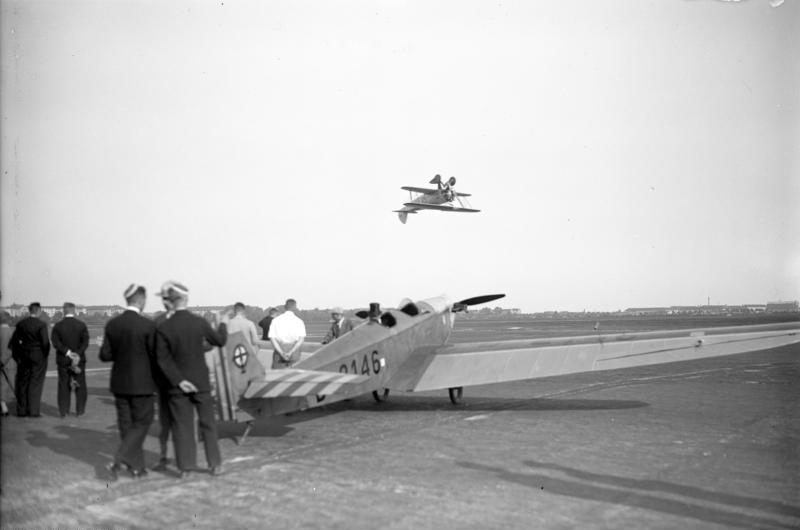
Gerhard Fieseler mit der F 2 „Tiger“ bei einer Rückenflug-Vorführung in Berlin, 1932

Im April 1932 begann Gerhard Fieseler die F 2 „Tiger“ auf dem Flugplatz Kassel-Waldau einzufliegen. Dabei fand er heraus, dass diese Maschine um alle drei Flugachsen labil war. Diese Eigenschaft erforderte fliegerisches Können vom Piloten. Die Leistungen hingegen waren gegenüber der F 1 „Tigerschwalbe“ deutlich verbessert; durch die Konzentration der Massen in Richtung Schwerpunkt war es Fieseler möglich, mit dem 'Fächerturn' eine von ihm neu erdachte Kunstflugfigur zu fliegen. Auch bei der fliegerisch anspruchsvollen 'gesteuerten Rolle', die unter Zuhilfenahme sämtlicher Ruder geflogen werden muss, zeigte sich die gute Steuerbarkeit und die Wirksamkeit der Ruder der F 2 „Tiger“. Die Maschine besaß gute Trudeleigenschaften, sie konnte also leicht ins Trudeln gebracht werden, ließ sich aber ebenso leicht wieder herausbringen.
Am Boden ließ sich das Flugzeug beim Rollen mit Unterstützung der ölhydraulischen Radbremsen sehr gut steuern.
Aufgrund der geringen Flächenbelastung und der guten aerodynamischen Form neigte die Maschine bei der Landung vor dem Aufsetzen zum Schweben. Eine Dreipunktlandung war aber leicht möglich. Das weit nach vorne gelegte Fahrwerk verhinderte auch in schlechtem Gelände einen Überschlag.
Gerhard Fieseler benötigte ungefähr 100 Flugstunden, um die Maschine richtig zu beherrschen. Danach folgte eine Erfolgsserie in nationalen und internationalen Kunstflugwettbewerben. Im Juli 1932 nahm Fieseler mit dem Flugzeug auf dem Flugplatz Dübendorf bei Zürich am Internationalen Flugmeeting Zürich teil, wo er im Kunstflugwettbewerb den Sieg  vor einer Fieseler F 1 Tigerschwalbe errang. Der Höhepunkt und auch Abschluss seiner Kunstflugkarriere war der Sieg mit der F2 „Tiger“ beim als Kunstflug-Weltmeisterschaft angesehenen Coupe Mondiale d’Arcobatie Aérienne am 11. Juni 1934 in Paris.
Die in die F2 „Tiger“ eingebrachten konstruktiven Lösungen gaben dem Sportflugzeugbau neue Impulse. Für ein Kürprogramm im Kunstflug wirkte sich das hohe Startgewicht des Flugzeugs von mehr als einer Tonne negativ aus.
Das hat sich in der Entwicklung von Kunstflugzeugen bis in die heutige Zeit bestätigt.

## Verbleib
Das Luftfahrtministerium wollte im Herbst 1934 die F2 „Tiger“ aufkaufen, um sie einem förderungswürdigen Kunstflugpiloten zur Verfügung zu stellen. Nachdem einige Piloten sich mit dem Flugzeug versucht hatten und danach auf weitere Nutzung verzichteten, erhielt die D-2200 mit nur 200 Flugstunden, also fast im Neuzustand, in der Deutschen Luftfahrtsammlung einen Ehrenplatz. 1942 wurde die F2 „Tiger“ dort bei einem Bombenangriff zerstört.

## Technische Daten
| Kenngröße             | Daten                                      |
| --------------------- | ------------------------------------------ |
| Besatzung             | 1                                          |
| Passagiere            | –                                          |
| Länge                 | 6,85 m                                     |
| Spannweite            | 8,16 m                                     |
| Höhe                  | 2,80 m                                     |
| Flügelfläche          | 23,00 m²                                   |
| Leermasse             | 800 kg                                     |
| Startmasse            | 1200 kg                                    |
| Reisegeschwindigkeit  | 210 km/h                                   |
| Höchstgeschwindigkeit | 240 km/h                                   |
| Landegeschwindigkeit  | 80 km/h                                    |
| Reichweite            | 750 km                                     |
| Triebwerk             | ein Walter „Pollux I“; 420 PS (ca. 310 kW) |